# Мікон
Мікон (430 р. до н. е.) — давньогрецький митець, художник та скульптор. Прикрасив Афіни численними творами. Вітрувій і Пліній говорять про нього як про скульптора. Для швидкості роботи малював тільки очі та верх голови, а все інше прикривав гімнатієм.